# State Farm Classic
State Farm Classic jest jednym z najstarszych turniejów golfowych rozgrywanych w ramach kalendarza zawodowej kobiecej ligi LPGA Tour. Od swojej inauguracji w 1976 rozgrywany był co roku w mieście Springfield w stanie Illinois w USA. Do 2006 roku miejscem zawodów było pole golfowe The Rail Golf Course. Do obecnego sezonu gospodarzem jest Panther Creek Country Club.
Przez pierwsze 32 lata data rozgrywania State Farm Classic przypadała na weekend poprzedzający amerykańskie Święto Pracy (Labour Day), które wypada w pierwszy poniedziałek września. Od 2008 odstąpiono od tej tradycji.
Dwie pierwsze edycje organizowane były przez właścicieli pola golfowego The Rail Golf Course. Od 1978 zarządzanie turniejem przejęła lokalna organizacja charytatywna, której zamysłem było pozyskiwanie w ten sposób środków na dofinansowanie potrzebujących. Od 1980 zebrano w ten sposób prawie 3 mln USD.
State Farm Classic ma w swej historii kilka wielokrotnych triumfatorek: JoAnne Carner (1981, 1982), Betsy King (1985, 1986, 1988), Beth Daniel (1989, 1990) oraz Pat Bradley (1978, 1991). Pierwszą triumfatorką była Sandra Palmer a obecnie (2009) tytuł mistrzyni posiada Koreanka Kim In-kyung.

## Zwyciężczynie
| Data                  | Mistrzyni               | Wynik                 | Przewaga    | 2. miejsce                                            |
| --------------------- | ----------------------- | --------------------- | ----------- | ----------------------------------------------------- |
| 7 czerwca 2009(dts)   | Kim In-kyung            | -17 (69-68-69-65=271) | 1 uderzenie | Pak Se-ri                                             |
| 20 lipca 2008(dts)    | Oh Ji-young             | -18 (66-66-69-69=270) | dogrywka    | Yani Tseng                                            |
| 2 września 2007(dts)  | Sherri Steinhauer       | -17 (67-66-71-67=271) | 1 uderzenie | Christina Kim                                         |
| 3 września 2006(dts)  | Annika Sörenstam        | -19 (70-68-69-62=269) | 2 uderzenia | Cristie Kerr                                          |
| 4 września 2005(dts)  | Pat Hurst               | -17 (67-69-65-70=271) | 3 uderzenia | Cristie Kerr                                          |
| 5 września 2004(dts)  | Cristie Kerr            | -24 (69-63-63-69=264) | 1 uderzenie | Christina Kim                                         |
| 31 sierpnia 2003(dts) | Candie Kung             | -14 (64-67-71=202)    | 1 uderzenie | Laura Davies                                          |
| 1 września 2002(dts)  | Patricia Meunier-Lebouc | -18 (64-67-72-67=270) | 2 uderzenia | Kim Mi-hyun, Pak Se-ri                                |
| 2 września 2001(dts)  | Kate Golden             | -21 (69-65-70-63=267) | 1 uderzenie | Annika Sörenstam                                      |
| 3 września 2000(dts)  | Laurel Kean             | -18 (66-66-66=198)    | 6 uderzeń   | Dina Ammaccapane, Kim Mi-hyun                         |
| 6 września 1999(dts)  | Kim Mi-hyun             | -12 (66-68-70=204)    | 1 uderzenie | Janice Moodie, Pearl Sinn-Bonanni                     |
| 30 sierpnia 1998(dts) | Pearl Sinn-Bonanni      | -16 (69-66-65=200)    | 1 uderzenie | Michele Redman                                        |
| 1 września 1997(dts)  | Cindy Figg-Currier      | -16 (69-63-68=200)    | dogrywka    | Kris Tschetter, Lorie Kane                            |
| 2 września 1996(dts)  | Michelle McGann         | -14 (69-65-68=202)    | dogrywka    | Barb Whitehead, Laura Davies                          |
| 4 września 1995(dts)  | Mary Beth Zimmerman     | -10 (72-69-65=206)    | dogrywka    | Emilee Klein                                          |
| 5 września 1994(dts)  | Barb Mucha              | -13 (67-69-67=203)    | 1 uderzenie | Kim Shipman                                           |
| 6 września 1993(dts)  | Helen Dobson            | -13 (67-65-71=203)    | dogrywka    | Dottie Mochrie                                        |
| 7 września 1992(dts)  | Nancy Lopez             | -17 (67-68-64=199)    | dogrywka    | Laura Davies                                          |
| 2 września 1991(dts)  | Pat Bradley             | -19 (67-65-65=197)    | 6 uderzeń   | Danielle Ammaccapane                                  |
| 3 września 1990(dts)  | Beth Daniel             | -13 (67-69-67=203)    | 3 uderzenia | Susan Sanders                                         |
| 4 września 1989(dts)  | Beth Daniel             | -13 (69-70-64=203)    | 3 uderzenia | Alice Ritzman, Betsy King                             |
| 5 września 1988(dts)  | Betsy King              | -9 (68-68-71=207)     | 2 uderzenia | Margaret Ward                                         |
| 7 września 1987(dts)  | Rosie Jones             | -8 (69-69-70=208)     | 1 uderzenie | Nancy Lopez                                           |
| 1 września 1986(dts)  | Betsy King              | -11 (70-72-63=205)    | dogrywka    | Alice Ritzman, Cathy Gerring                          |
| 2 września 1985(dts)  | Betsy King              | -11 (65-73-67=205)    | 2 uderzenia | Janet Anderson                                        |
| 3 września 1984(dts)  | Cindy Hill              | -9 (68-68-71=207)     | 2 uderzenia | Betsy King, Jane Crafter, Lori Garbacz                |
| 5 września 1983(dts)  | Lauri Peterson          | -6 (68-70-72=210)     | dogrywka    | Judy Ellis                                            |
| 6 września 1982(dts)  | JoAnne Carner           | -14 (69-66-67=202)    | 6 uderzeń   | Susie McAllister                                      |
| 7 września 1981(dts)  | JoAnne Carner           | -11 (70-69-66=205)    | 2 uderzenia | Kyle O’Brien                                          |
| 1 września 1980(dts)  | Nancy Lopez             | -13 (65-71-71-68=275) | 1 uderzenie | JoAnne Carner                                         |
| 3 września 1979(dts)  | JoAnn Washam            | -13 (69-71-68-67=275) | 1 uderzenie | Silvia Bertolaccini                                   |
| 4 września 1978(dts)  | Pat Bradley             | -12 (67-66-73-70=276) | 4 uderzenia | Sharon Miller                                         |
| 4 września 1977(dts)  | Hollis Stacy            | -17 (68-65-69-69=271) | 8 uderzeń   | Betty Burfeindt                                       |
| 5 września 1976(dts)  | Sandra Palmer           | -3 (71-68-74=213)     | dogrywka    | JoAnne Carner, Mary-Lou Crocker Daniel, Mickey Walker |

## Historia
| Data                        | Miejsce zawodów            | Pula nagród | Nagroda za 1. miejsce |
| --------------------------- | -------------------------- | ----------- | --------------------- |
| 4-7 czerwca 2009            | Panther Creek Country Club | $1.700.000  | $255.000              |
| 17-20 lipca 2008            | Panther Creek Country Club | $1.700.000  | $255.000              |
| 30 sierpnia-2 września 2007 | Panther Creek Country Club | $1.300.000  | $195.000              |
| 31 sierpnia-3 września 2006 | The Rail Golf Course       | $1.300.000  | $195.000              |
| 1-4 września 2005           | The Rail Golf Course       | $1.300.000  | $195.000              |
| 2-5 września 2004           | The Rail Golf Course       | $1.200.000  | $180.000              |
| 28-31 sierpnia 2003         | The Rail Golf Course       | $1.200.000  | $180.000              |
| 29 sierpnia-1 września 2002 | The Rail Golf Course       | $1.100.000  | $165.000              |
| 30 sierpnia-2 września 2001 | The Rail Golf Course       | $1.000.000  | $150.000              |
| 1-3 września 2000           | The Rail Golf Course       | $900.000    | $135.000              |
| 4-6 września 1999           | The Rail Golf Course       | $775.000    | $116.500              |
| 28-30 sierpnia 1998         | The Rail Golf Course       | $700.000    | $105.000              |
| 30 sierpnia-1 września 1997 | The Rail Golf Course       | $600.000    | $90.000               |
| 31 sierpnia-2 września 1996 | The Rail Golf Course       | $575.000    | $86.250               |
| 2-4 września 1995           | The Rail Golf Course       | $550.000    | $82.500               |
| 3-5 września 1994           | The Rail Golf Course       | $525.000    | $78.750               |
| 4-6 września 1993           | The Rail Golf Course       | $500.000    | $75.000               |
| 5-7 września 1992           | The Rail Golf Course       | $450.000    | $67.500               |
| 31 sierpnia-2 września 1991 | The Rail Golf Course       | $400.000    | $60.000               |
| 1-3 września 1990           | The Rail Golf Course       | $300.000    | $45.000               |
| 2-4 września 1989           | The Rail Golf Course       | $250.000    | $33.750               |
| 3-5 września 1988           | The Rail Golf Course       | $250.000    | $41.250               |
| 5-7 września 1987           | The Rail Golf Course       | $200.000    | $30.000               |
| 30 sierpnia-1 września 1986 | The Rail Golf Course       | $200.000    | $30.000               |
| 31 sierpnia-2 września 1985 | The Rail Golf Course       | $185.000    | $27.750               |
| 31 sierpnia-3 września 1984 | The Rail Golf Course       | $175.000    | $26.250               |
| 3-5 września 1983           | The Rail Golf Course       | $150.000    | $22.500               |
| 4-6 września 1982           | The Rail Golf Course       | $125.000    | $18.750               |
| 4-7 września 1981           | The Rail Golf Course       | $125.000    | $18.750               |
| 29 sierpnia-1 września 1980 | The Rail Golf Course       | $125.000    | $18.750               |
| 31 sierpnia-3 września 1979 | The Rail Golf Course       | $100.000    | $15.000               |
| 1-4 września 1978           | The Rail Golf Course       | $100.000    | $15.000               |
| 1-4 września 1977           | The Rail Golf Course       | $100.000    | $15.000               |
| 3-5 września 1976           | The Rail Golf Course       | $100.000    | $15.000               |

### Zmiany nazwy
- 1976-1977:  Jerry Lewis Muscular Dystrophy Classic
- 1978-1992:  Rail Charity Golf Classic
- 1993-2000: State Farm Rail Classic
- 2001-2007: State Farm Classic
- 2008-teraz: LPGA State Farm Classic